# Calze (botànica)
En botànica, el calze d'una flor és la part més exterior del periant, sovint en forma de copa, i està formada per les fulles modificades que són els sèpals. Té una funció típicament de protecció, sobretot en l'estadi de poncella; per això és verd, fotosintètic, més o menys consistent i no destaca visualment. Alguns cops, és també atractiu (reforça els colors de la corol·la, o la supleix), o bé desenvolupa altres missions específiques en la biologia floral.

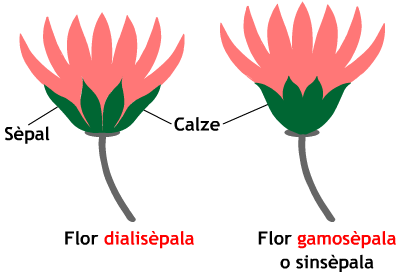
Tipus de flor segons les peces del calze estiguin soldades o no.

Els sèpals poden estar lliures o bé soldats entre ells:
- Si els sèpals estan lliures de la flor se'n diu dialisèpala.
- Si els sèpals estan soldats diem que la flor és gamosèpala o sinsèpala.

En les flors amb un sol verticil corresponent a les peces del periant el calze a vegades sembla una corol·la.
En les flors de periant doble però de peces no diferenciades (és a dir, amb perigoni), els sèpals acostumen a ser molt semblants als pètals i reben tots dos els noms de tèpals.
- zigomorf és el calze amb un únic pla de simetria.
- actinomorf si hi ha diversos plans de simetria.

Tant en un cas com en l'altre els calzes poden tenir diverses formes: tubular, campanulada, labiada, etc.
Al calze es poden trobar formacions especials com ara:
- El vil·là o plomall, format per sèpals lliures o soldats entre ells però transformats en pèls (simples o plomosos) o en laminetes membranoses. En aquests casos el calze és persistent i té com a funció facilitar la dispersió del fruit mitjançant el vent. N'és un exemple el vil·là del Taraxacum.
- El calicle, un verticil extrafloral de peces lliures o soldades entre elles i situades molt properes al calze. Es poden trobar a algunes malvàcies, als clavells,...

Quan es forma el fruit, segons les espècies, el calze pot caure (en alguns casos en forma de plomall dispersat pel vent) o persistir i en alguns casos el calze pot seguir creixent -fenomen anomenat acrescència- com és el cas dels calzes acrescents del jusquíam negre.